# 韦法保
韦法保（？—549年），名祐，字法保，一作法宝，少年时以字行，京兆郡山北县（今陕西省西安市长安区）人，出自京兆韦氏西眷，北魏、西魏官员。

## 生平
韦法保家族世代为州郡望族，祖父韦骈是雍州主簿，被举荐为秀才，担任中书博士；父亲韦义是前将军、上洛郡太守，西魏大统年间，因为韦法保突出的功绩，被追赠秦州刺史。
韦法保少年侠义，但是质朴少言，来往交游的人都是轻猾亡命之徒，有人遇到急难投奔韦法保，大多被韦法保予以保全，韦法保虽然屡次被追捕，始终不改操行。韦义去世后，韦法保服侍母亲和兄长以孝敬出名。韦法保仰慕李长寿的为人，所以娶李长寿的女儿，因而寓居关南。正光末年，天下大乱，遇难的王公前往依附韦法保，大多得到保全，王公显贵因此感恩戴德。韦法保担任员外散骑侍郎，加号轻车将军。等到魏孝武帝元修西迁，韦法保从山南赶赴魏孝武帝所在之地，出任右将军、太中大夫，封固安县男，食邑二百户，又和魏玄在关口与东魏司徒高敖曹交战。
李长寿被害后，他的儿子李延孙收集余部，防守东部。西魏朝廷担心李延孙兵少难以自保，于是任命韦法保为东洛州刺史，配给数百士兵，前往支援李延孙。韦法保到达潼关后，弘农郡太守韦孝宽对韦法保说：“只怕你此战难以平安返回。”韦法保说：“古人说不入虎穴焉得虎子。安危之事，未可预测。即使为国捐躯，也毫无遗憾。”韦法保因而加速行军前进。东魏陕州刺史刘贵以一千多步兵和骑兵截击，韦法保命令部下布为圆阵，且战且进。数日后，与李延孙会师，于是合兵一处在伏流设置栅栏安札军营。不久，宇文泰命令韦法保和李延孙率军回朝，赏赐犒劳很丰厚，仍然授予韦法保大都督。大统四年（538年），韦法保担任河南尹，李延孙被害后，韦法保统领部下据守李延孙的旧军营，多次与敌人交战，每次都身先士卒，单骑陷阵，所以每次交战必定受伤。韦法保曾经到关南与东魏交战，被流矢射中脖子，箭头从口中而出，韦法保当即昏迷，被抬回军营，很久才苏醒。大统九年（543年），西魏在邙山之战中溃败，东魏的侯景率领骑兵追赶西魏军队，韦法保和杨摽齐心抵抗，且战且进，侯景才撤退。同年，韦法保加号车骑大将军、仪同三司，镇守九曲城。
大统十三年（547年），侯景向西魏献出豫州投降，向西魏请求援兵，宇文泰派遣同轨防主韦法保和都督贺兰愿德等人领兵前往相助。侯景阴谋背叛西魏，计谋未成，用丰厚的待遇安抚韦法保，希望韦法保为自己所用，对外则显示没有猜忌隔阂。同轨防长史裴宽对韦法保说：“侯景阴险狡猾，一定不肯去关中，虽然他表面向您表示忠心，恐怕未必可信，如果埋下伏兵杀掉他，也是一时的功勋。如果不这样，就应该严加警戒，不可信他的诱骗，造成自己的悔恨。”韦法保采纳了裴宽的建议，但不能谋划杀掉侯景，只是自我防备，返回所镇守之处。宇文泰也派遣行台郎中赵士宪追回韦法保等人，侯景果然不久就叛乱了。大统十五年（549年），韦法保加号骠骑大将军、开府仪同三司，不久爵位晋升为公爵。正遇到东魏派遣军队前往宜阳送军粮，韦法保伏击东魏军队，转战数十里，寡不敌众，为流矢射中，在战场阵亡，谥号庄。儿子韦初继承爵位，建德末年，官至开府仪同大将军、阎韩防主。

## 家庭

### 兄弟
- 韦觉，北周行台侍郎、雍州别驾、乐平县开国公[20]

## 延伸阅读
[在维基数据编辑]
 《周書/卷43》，出自令狐德棻《周書》
 《北史·卷066》，出自李延壽《北史》